# 尼基乌的约翰
尼基乌的约翰（阿拉伯語：يوحنا النقيوسي）是公元7世纪时埃及科普特正教会的主教。约翰因其历史著作《编年史》著称。其生平见于《埃及教会宗主教史》（Ta'rikh Batarikat al-Kanisah al-Misriyah）。

## 事迹
约翰是三角洲尼基乌城（普夏提，今Zawyat Razin）的主教。他的生平事迹已不清晰。根据《埃及教会宗主教史》记载，他于689年参加了教宗约翰三世的葬礼，并参加了其继任者以撒的选举。他随同以撒前去拜谒了埃及的长官阿卜杜勒·阿齐兹。在西蒙一世教宗的治下，他曾担任各修道院的总监院，但随后因打死一名强奸了处女的僧侣而遭撤职。

## 著作
约翰的《编年史》最早可能以科普特语或希腊语书写。但后来仅以埃塞俄比亚译本的形式流传下来。《编年史》的记录从亚当开始，提及了埃及、早期罗马帝国，以及希腊历史。他全面、简要地记载了对于罗马帝国诸帝对基督徒的迫害。他对阿拉伯征服埃及的记载极具价值，然而目前的文本已经满是错讹，其中610-640年之间的历史完全散佚了。